# Franz Haiser
Franz Haiser (* 5. Januar 1871 in Wien; † 25. Mai 1945 in Scheibbs, Niederösterreich) war ein österreichischer Agitator des Antisemitismus.

## Leben
Beruflich war Haiser Chemiker. Nach Reisen nach Amerika und Afrika begann er, sich mit biologischen, „rassenhygienischen“ und politischen Fragen zu befassen. Franz Haiser verbreitete seine Ideen in besonders aggressiver Sprache von Scheibbs aus in den gesamten deutschen Sprachraum. Das Rassenprogramm der NSDAP war Haiser viel zu wenig rassen- und elitenbetont. Die durch den Niedergang der Eisenindustrie verarmte Region der Eisenwurzen war schon um die Jahrhundertwende anfällig für antisemitische Tendenzen, das Gebiet war großteils im Besitz der Familie Rothschild, und der Zuzug großteils jüdischer Sommerfrischler erregte zunehmend Widerstand.
Mit seiner 1924 veröffentlichten Schmähschrift Freimaurer und Gegenmaurer im Kampfe um die Weltherrschaft, die das Konzept einer ordensähnlichen Elite vortrug, erlangte er entscheidenden Einfluss auf Heinrich Himmler und das Programm der SS. Im Mai 1945 nahm Haiser sich durch Gift das Leben.

## Trivia
Haiser rühmte sich 1896 den ersten Benzin-Motorwagen in Scheibbs zu fahren.

## Werke
- Kampf zwischen rassenaristokratischer und demokratischer Weltanschauung. München 1920.
- Im Anfang war der Streit. Nietzsches Zarathustra und die Weltanschauung des Altertums. J. F. Lehmann’s, München 1921.
- Freimaurer und Gegenmaurer im Kampfe um die Weltherrschaft. J. F. Lehmann’s, München 1924.
- Die Krisis des Intellektualismus. Ein Beitrag zu den Neudeutschen Kulturbestrebungen. Vortrag gehalten am 15. März 1912 im Vereinslokale der Ortsgruppe „Orplid“ des Neudeutschen Kulturbundes in Wien nebst einem Anhang von Aufsätzen., Thüringische Verlags-Anstalt, Hildburghausen, 1912.
- Die Links-Kultur und der deutsch-österreichische Rassenkampf, in: PAR, 12. Jg., 1913/14, S. 413–421.
- Die Überzeugungskraft des „Beweises“. Ein Kampf zwischen Stil und Freiheit und die Vorherrschaft, Verlagsbuchhandlung Carl Konegen (Ernst Stülpnagel), Wien, 1916.
- Der Wille zur Macht, in: PAM, 16. Jg., 1917/18, S. 487–495.
- Die Sklaverei, ihre biologische Begründung und sittliche Rechtfertigung. Zwei Vorlesungen, J. F. Lehmanns Verlag, München, 1923.
- Die Judenfrage vom Standpunkt der Herrenmoral. Rechtsvölkische and linksvölkische Weltanschauung., Verlag von Theodor Weicher, Leipzig, 1926.